# 6151 Viget
6151 Viget là một tiểu hành tinh vành đai chính với chu kỳ quỹ đạo là 1240.5026172 ngày (3.40 năm).
Nó được phát hiện ngày 19 tháng 11 năm 1987.